# Revitalizace
Revitalizace (z lat. re- znovu a vitalis životný, životaschopný) znamená obnovení a oživení. Slovo se nejprve používalo pro obnovu životnosti kulturních menšin, místních tradic a podobně. Dnes se používá v mnoha souvislostech, například:
- Revitalizace krajiny – rekultivace, celková obnova a oživení krajiny poškozené lidskou činností (např. dolováním, odlesňováním příkrých svahů) ve všech jejích funkcích.
- Revitalizace odvodněných ploch – obnova tůní, mokřadů a rašelinišť, náprava nevhodných melioračních zásahů, budování kořenových čistíren aj.[1][2]
- Revitalizace vodních toků a rybníků – úprava narovnaných kamenných koryt (mj. odstranění betonových berm), podpora meandrujících toků, které zpomalují proudění vody a vytvářejí přirozené hlubiny a nánosy, budování rybích přechodů, úprava okolí toků včetně záplavového území, obnovení porostů zpevňujících břehy, odbahnění rybníků; snaha omezit umělé zásahy a obnovit funkci celých ekosystémů.[3]
- Revitalizace zeleně – omlazení, případně výsadba stromů v parcích či alejích, výsadba alejí, větrolamů, omezení asfaltových a betonových ploch apod.
- Revitalizace starých staveb – asanace, modernizace, zateplení. Typické programy revitalizace ve městech se týkají například opuštěných továrních a skladových budov (angl. brownfields), které se po stavební úpravě mění na obytné budovy, případně galerie a podobně.
- Revitalizace podniků, které se dostaly do potíží – obnovení jejich funkcí.